# Lágyvasas műszer

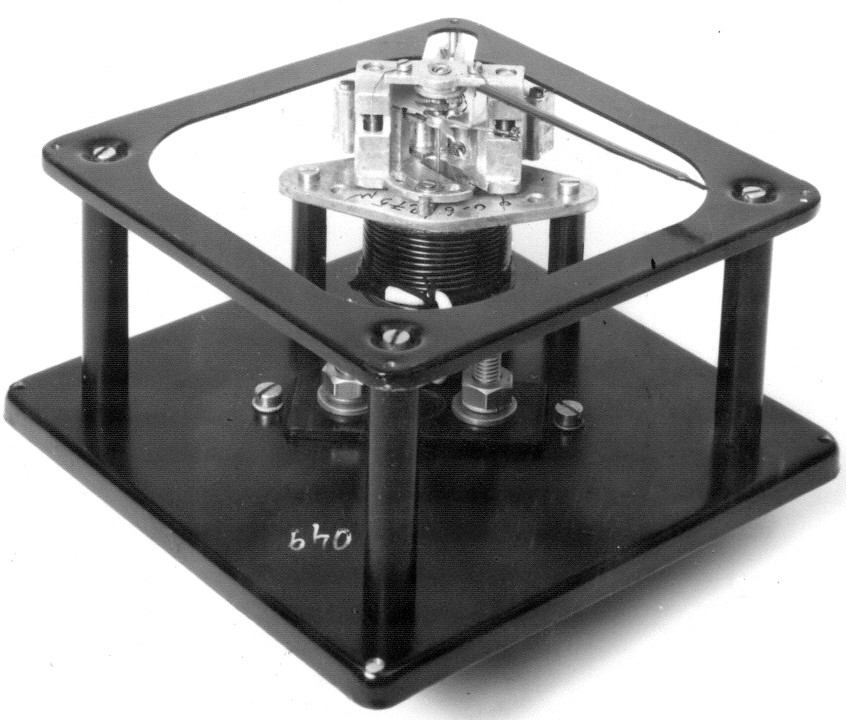
Kerektekercses lágyvasas műszer örvényáramú csillapítással

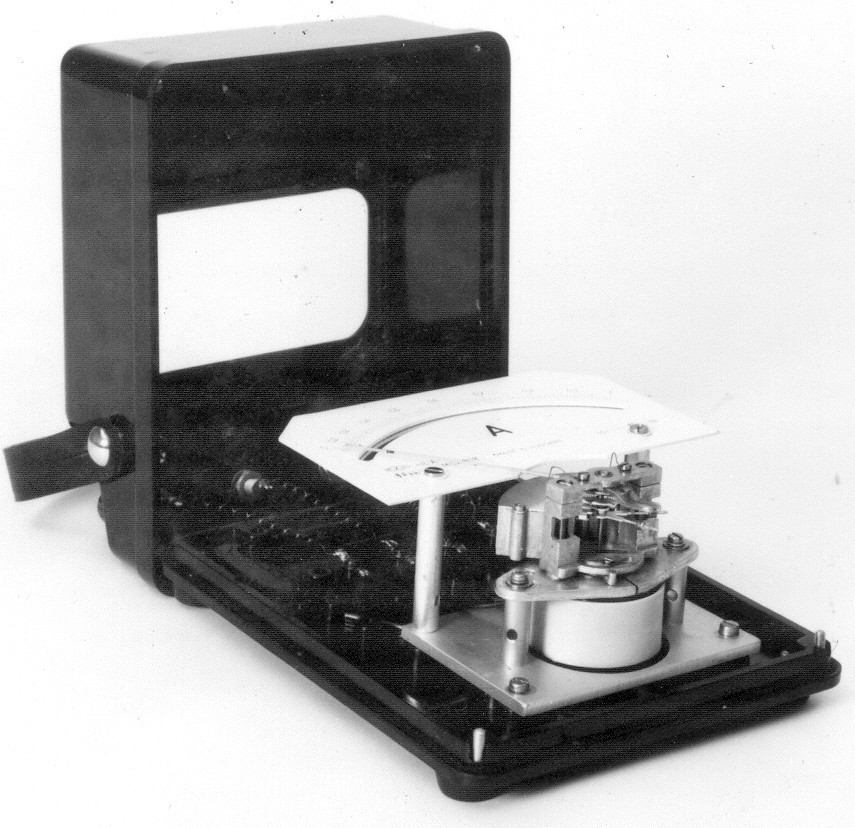
Kerektekercses lágyvasas műszer levegő csillapítással

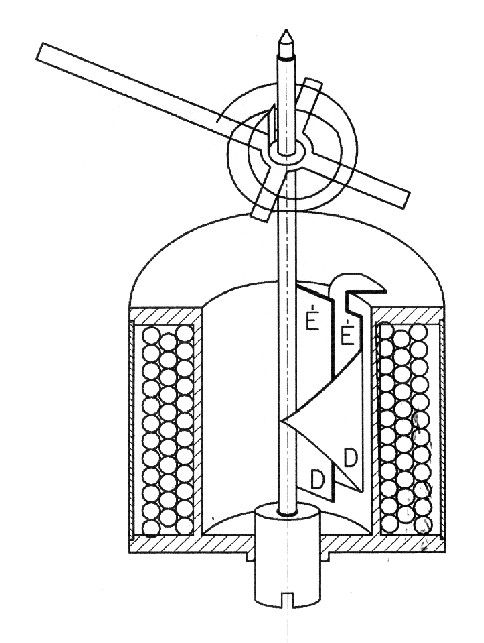
Lágyvasas műszer működési elve

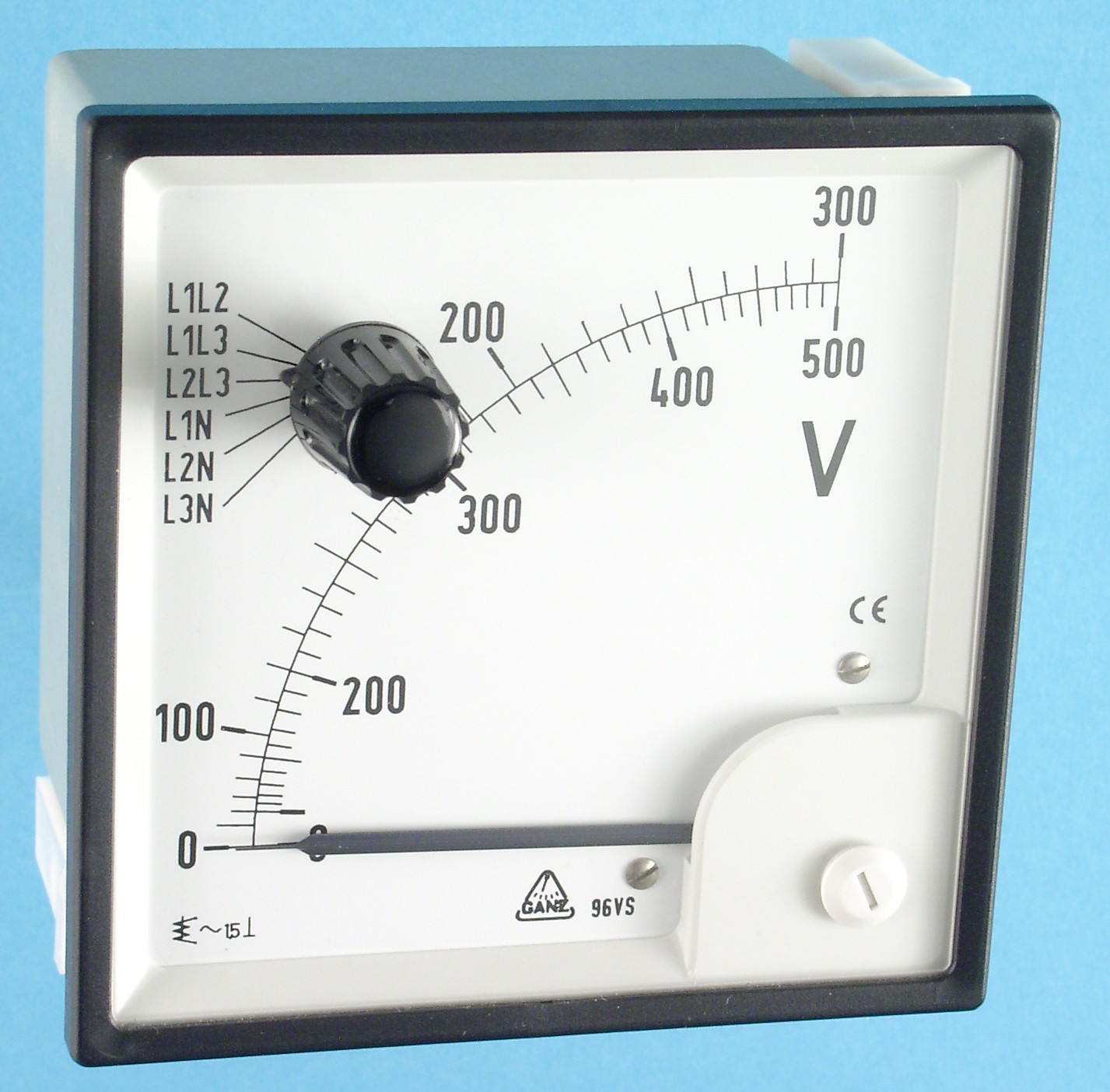
Lágyvasas műszer

Nagy áramok (max 100 A) közvetlen mérésére alkalmas a lágyvasas műszer. Egyszerű szerkezeténél, kedvező áránál fogva igen elterjedt.

## Működése
Lágyvasas mérőműveknél kétféle kivitelű mérőművet különböztethetünk meg.
- Kerektekercses
- Lapostekercses

Alapvetően a működésüket, és egyebeket tekintve nem különböznek. A kerektekercses műszert a lapostekercses műszer szabadalmi védettsége miatt fejlesztették ki. Míg az egyik a taszítóerőt használja, a másik a vonzóerőt.

## Működési elve
Egy mérendő áramtól átjárt gerjesztő tekercsben, tengelyirányban helyezkedik el legalább két lágyvasdarabka. A tengelyre erősítve egy lengő, a tekercshez erősítve egy álló. A mérendő áram a gerjesztő tekercsben mágneses teret hoz létre, mely mindkét vasat azonos polaritással felmágnesezi, így a két lágyvasdarabka taszítja egymást, és így nyomatékot fejt ki (kitérítő nyomaték) ezért a lengővasat, a mechanikus visszaállító nyomatékkal szemben, elfordítja. A mérőmű kitérése ott fog megállni, ahol a két nyomaték megegyezik. Mivel ugyanaz a mágneses tér mágnesezi fel mindkét vasat, a köztük fellépő taszítóerő négyzetesen változik. Ezzel szemben a visszatérítő nyomaték lineárisan változik. A lágyvasas mérőmű skálája négyzetes összefüggést mutat, a kitérés az áram négyzetével arányos. Ezen változtathatunk a vasak megfelelő kialakításával, illetve a tekercs geometriai kialakításával. Jól megtervezett mérőműnél elérhető, hogy a skála eleje sűrű lesz ugyan, de a mérési terjedelem nagy része közel lineáris lehet. A skála reprodukálhatóságának feltétele a két vas egymáshoz viszonyított induló helyzete. Mivel induláskor a műszert nullára kell állítani (ha a lengővas helyzete a mutatóhoz képest más) a két vas induló helyzete is megváltozik. Ügyelni kell a szimmetriára!
Az áramtól való négyzetes függés miatt a műszerrel közvetlenül lehet mérni váltakozó áramot is. Az áram pillanatnyi értéke, annak előjelétől függetlenül azonos irányban mágnesezi a vasakat. A lágyvas műszerrel nem lehet negatív kitérést elérni, vagy középnullás műszert készíteni! A lágyvasas műszer elsősorban nagy áramok mérésére alkalmas! Az ampermérő műszerek általában 100% túlárammal készülnek.

## Karaktervas
Ha az álló-, és lengővas mellett a gerjesztett térben további lágyvas darabkát helyezünk el, mely a lengővas alatt (vagy felett), helyezkedik el, az a felmágneseződés során azonos polaritással fog felmágneseződni. Mivel ez a vas térben el van tolva, a lengővas északi pólusával szemben a karaktervas déli pólusa van. Így a két vas nem taszítja, hanem vonzza egymást. Természetesen a vasak polaritása pillanatról pillanatra változik. A karaktervas lengővashoz viszonyított helyzetével a skála végén a karakter nagymértékben befolyásolható. Amíg a lengővas a karaktervas alatt még nem haladt el a vonzás miatt igyekszik nagyobb kitérést adni, míg ha túlhaladt rajta, igyekszik a kitérést mérsékelni. Ügyelni kell rá, hogy mivel a karaktervas hatása (a tömegénél fogva) az állóvashoz viszonyítva sokkal kisebb helytelen beállításnál a (csekély távolság miatt) a lengővasat „elkaphatja” azaz nem engedi tovább menni!

## Nullavoltmérő
Különleges kivitele a lágyvasas műszereknek a nullavoltmérő. Ez egy közönséges lágyvasas műszer, mely a névleges feszültség kétszeresére van méretezve. A kijelzett értéket tekintve csak a nulla közeli érték minél érzékenyebb kijelzése lényeges. A névleges feszültség kétszeresénél, a túláramos műszerekhez hasonlóan, a kitérés be van szűkítve.

## Kettős lágyvasas műszer
A lágyvasas műszerek speciális változata a kettős lágyvasas műszer, mely két, egymástól független mérőegységből áll, és a mért két érték összehasonlítását, és így annak kiértékelését nagymértékben egyszerűsíti. Ezeket a speciális műszereket (a nullavoltmérővel) szinkronizálásnál használják.

## Méréshatár kiterjesztése

### Áramváltóval AC méréshatárokon

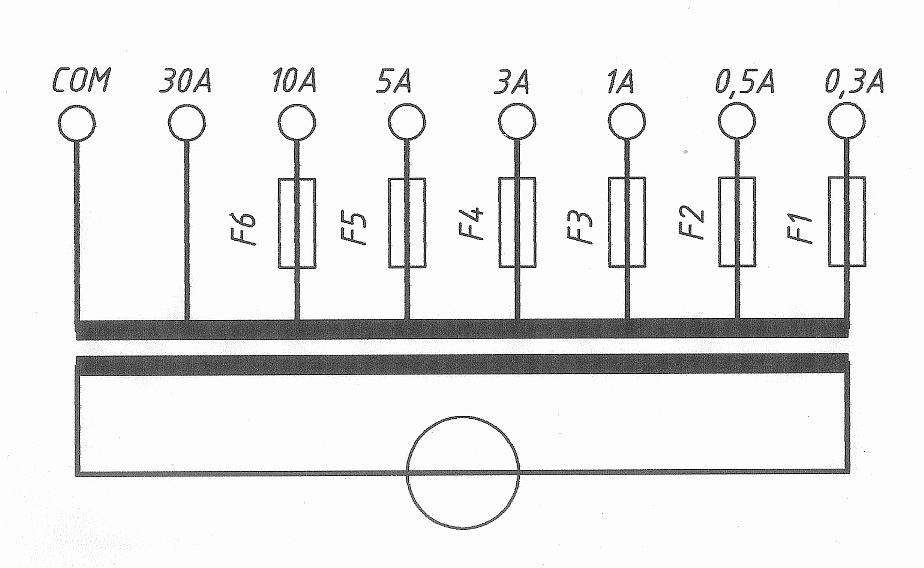
Méréshatár kiterjesztése

Elsősorban hordozható műszereknél egy meglévő 1 A vagy 5 A méréshatárú műszert célszerű választani. A méréshatárt áramváltó beépítésével lehet megsokszorozni. 30 Amenet gerjesztés esetén a szekunder tekercs menetszáma n=30 Amenet/Iműszer A=30 Amenet/5 A=6  menet.
| Méréshatár A | Számolás | Összes menetszám | Tényleges menetszám |
| ------------ | -------- | ---------------- | ------------------- |
| 30           | 30/30    | 1                | 1                   |
| 10           | 30/10    | 3                | 2                   |
| 5            | 30/5     | 6                | 3                   |
| 3            | 30/3     | 10               | 4                   |
| 1            | 30/1     | 30               | 20                  |
| 0,5          | 30/0,5   | 60               | 30                  |
| 0,3          | 30/0,3   | 100              | 40                  |
| Összesen     | -        | -                | 100                 |

### A tekercs menetszámával AC/DC méréshatárokon
A gerjesztőcséve osztott tekercselésével több méréshatárt lehet megvalósítani. Adott mérőmű gerjesztésének megfelelően (pl. 100 Amenet) a legnagyobb méréshatártól kiindulva kell kiszámolni a menetszámokat. Itt ügyelve arra, hogy a megengedett áramsűrűség lehetőleg ne lépje túl a megengedett 5 A/mm² értéket. A következő tekercs sorba lesz kötve az első tekerccsel, és így a feltekerendő menetszám annyival kevesebb lesz, mint az első cséve menetszáma. Ez azonban azt eredményezheti, hogy a második méréshatár gerjesztése az átmérő geometriai méretének növekedése miatt kisebb gerjesztést eredményez. Ezen segíthet a szimmetria betartása, vagy a külső tekercs túlgerjesztése, és a feleslegnek egy söntellenállással történő elvezetése. Szokásos meg teljesen szimmetrikusan feltekerni több huzalból álló tekercselést, és ezeket sorba illetve párhuzamosan átkapcsolni.